# Реча (Олт)
Реча (рум. Recea) — село у повіті Олт в Румунії. Входить до складу комуни Валя-Маре.
Село розташоване на відстані 129 км на захід від Бухареста, 7 км на схід від Слатіни, 52 км на схід від Крайови.

## Населення
За даними перепису населення 2002 року у селі проживали 311 осіб.
Національний склад населення села:
| Національність | Кількість осіб | Відсоток |
| -------------- | -------------- | -------- |
| румуни         | 291            | 93,6%    |
| цигани         | 20             | 6,4%     |

Рідною мовою назвали:
| Мова      | Кількість осіб | Відсоток |
| --------- | -------------- | -------- |
| румунська | 293            | 94,2%    |
| циганська | 18             | 5,8%     |